# Grand Prix Formule 1 van China 2012
De Grand Prix Formule 1 van China 2012 werd gehouden op 15 april 2012 op het Shanghai International Circuit. Het was de derde race uit het kampioenschap.

## Wedstrijdverloop

### Kwalificatie
Nico Rosberg behaalde de eerste pole position uit zijn carrière. McLaren-coureur Lewis Hamilton beëindigde de kwalificatie als tweede, maar na afloop van de kwalificatie kreeg hij een straf van vijf plaatsen op de grid wegens een versnellingsbakwissel. Michael Schumacher profiteerde hiervan, hij kwalificeerde zich als derde en door de straf van Hamilton maakte hij er een volledige eerste startrij voor Mercedes van. Kamui Kobayashi reed zijn beste kwalificatie ooit door voor Sauber naar de vierde tijd te rijden. Kimi Räikkönen kwalificeerde zich voor Lotus als vijfde, terwijl Hamiltons teamgenoot Jenson Button zich als zesde kwalificeerde. Mark Webber kwalificeerde de Red Bull met een zevende tijd, terwijl zijn teamgenoot en regerend wereldkampioen Sebastian Vettel niet verder kwam dan de elfde tijd. De Ferrari's van Fernando Alonso en Felipe Massa stelden ook teleur, zij kwalificeerden zich respectievelijk als negende en twaalfde.

### Race
Nico Rosberg won ook de race en behaalde zo zijn eerste Formule 1 Grand Prix-overwinning uit zijn carrière. Zijn teamgenoot Michael Schumacher viel uit na problemen bij zijn pitstop. Het team van Mercedes kreeg hier later een boete van 5000 euro voor. Het McLaren-duo Jenson Button en Lewis Hamilton eindigden respectievelijk als tweede en derde. Het Red Bull-duo Mark Webber en Sebastian Vettel eindigden als vierde en vijfde. Vettel lag enkele ronden voor het einde nog tweede, maar werd nog ingehaald door de beide McLarens en zijn eigen teamgenoot Webber. Romain Grosjean behaalde zijn eerste punten in de Formule 1 met een zesde plaats voor Lotus. Williams eindigde met twee auto's in de punten, met Bruno Senna op de zevende en Pastor Maldonado op de achtste plaats. Fernando Alonso behaalde twee punten voor Ferrari op plaats 9 en Kamui Kobayashi behaalde het laatste punt in zijn Sauber. Kimi Räikkönen lag lange tijd op de tweede plaats, maar doordat zijn banden versleten waren, viel hij binnen twee ronden tien plaatsen terug en werd uiteindelijk veertiende.

## Vrije trainingen
- Er wordt enkel de top 5 weergegeven.

| Vrije training 1 | Pos | No | Coureur            | Constructeur            | Tijd     |
| ---------------- | --- | -- | ------------------ | ----------------------- | -------- |
| Vrije training 1 | 1   | 4  | Lewis Hamilton     | McLaren-Mercedes        | 1:37.106 |
| Vrije training 1 | 2   | 8  | Nico Rosberg       | Mercedes                | 1:38.116 |
| Vrije training 1 | 3   | 7  | Michael Schumacher | Mercedes                | 1:38.316 |
| Vrije training 1 | 4   | 15 | Sergio Pérez       | Sauber-Ferrari          | 1:38.584 |
| Vrije training 1 | 5   | 14 | Kamui Kobayashi    | Sauber-Ferrari          | 1:38.911 |
| Vrije training 2 | Pos | No | Coureur            | Constructeur            | Tijd     |
| Vrije training 2 | 1   | 7  | Michael Schumacher | Mercedes                | 1:35.973 |
| Vrije training 2 | 2   | 4  | Lewis Hamilton     | McLaren-Mercedes        | 1:36.145 |
| Vrije training 2 | 3   | 1  | Sebastian Vettel   | Red Bull Racing-Renault | 1:36.160 |
| Vrije training 2 | 4   | 2  | Mark Webber        | Red Bull Racing-Renault | 1:36.433 |
| Vrije training 2 | 5   | 8  | Nico Rosberg       | Mercedes                | 1:36.617 |
| Vrije training 3 | Pos | No | Coureur            | Constructeur            | Tijd     |
| Vrije training 3 | 1   | 4  | Lewis Hamilton     | McLaren-Mercedes        | 1:35.940 |
| Vrije training 3 | 2   | 3  | Jenson Button      | McLaren-Mercedes        | 1:36.063 |
| Vrije training 3 | 3   | 8  | Nico Rosberg       | Mercedes                | 1:36.389 |
| Vrije training 3 | 4   | 7  | Michael Schumacher | Mercedes                | 1:36.512 |
| Vrije training 3 | 5   | 2  | Mark Webber        | Red Bull Racing-Renault | 1:36.635 |

Testcoureurs: 

- Valtteri Bottas (Williams-Renault; P13)
- Giedo van der Garde (Caterham-Renault; P19)
- Jules Bianchi (Force India-Mercedes; P20)

## Kwalificatie
| Pos                 | No | Coureur            | Constructeur            | Q1       | Q2       | Q3        | Grid |
| ------------------- | -- | ------------------ | ----------------------- | -------- | -------- | --------- | ---- |
| 1                   | 8  | Nico Rosberg       | Mercedes                | 1:36.875 | 1:35.725 | 1:35.121  | 1    |
| 2                   | 4  | Lewis Hamilton     | McLaren-Mercedes        | 1:36.763 | 1:35.902 | 1:35.626  | 7    |
| 3                   | 7  | Michael Schumacher | Mercedes                | 1:36.797 | 1:35.794 | 1:35.691  | 2    |
| 4                   | 14 | Kamui Kobayashi    | Sauber-Ferrari          | 1:36.863 | 1:35.853 | 1:35.784  | 3    |
| 5                   | 9  | Kimi Räikkönen     | Lotus-Renault           | 1:36.850 | 1:35.921 | 1:35.898  | 4    |
| 6                   | 3  | Jenson Button      | McLaren-Mercedes        | 1:36.746 | 1:35.942 | 1:36.191  | 5    |
| 7                   | 2  | Mark Webber        | Red Bull Racing-Renault | 1:36.682 | 1:35.700 | 1:36.290  | 6    |
| 8                   | 15 | Sergio Pérez       | Sauber-Ferrari          | 1:36.198 | 1:35.831 | 1:36.524  | 8    |
| 9                   | 5  | Fernando Alonso    | Ferrari                 | 1:36.292 | 1:35.982 | 1:36.622  | 9    |
| 10                  | 10 | Romain Grosjean    | Lotus-Renault           | 1:36.343 | 1:35.903 | geen tijd | 10   |
| 11                  | 1  | Sebastian Vettel   | Red Bull Racing-Renault | 1:36.911 | 1:36.031 |           | 11   |
| 12                  | 6  | Felipe Massa       | Ferrari                 | 1:36.556 | 1:36.255 |           | 12   |
| 13                  | 18 | Pastor Maldonado   | Williams-Renault        | 1:36.528 | 1:36.283 |           | 13   |
| 14                  | 19 | Bruno Senna        | Williams-Renault        | 1:36.674 | 1:36.289 |           | 14   |
| 15                  | 11 | Paul di Resta      | Force India-Mercedes    | 1:36.639 | 1:37.317 |           | 15   |
| 16                  | 12 | Nico Hülkenberg    | Force India-Mercedes    | 1:36.921 | 1:36.745 |           | 16   |
| 17                  | 16 | Daniel Ricciardo   | STR-Ferrari             | 1:36.933 | 1:36.956 |           | 17   |
| 18                  | 17 | Jean-Éric Vergne   | STR-Ferrari             | 1:37.714 |          |           | Pit  |
| 19                  | 20 | Heikki Kovalainen  | Caterham–Renault        | 1:38.463 |          |           | 18   |
| 20                  | 21 | Vitali Petrov      | Caterham–Renault        | 1:38.677 |          |           | 19   |
| 21                  | 24 | Timo Glock         | Marussia–Cosworth       | 1:39.282 |          |           | 20   |
| 22                  | 25 | Charles Pic        | Marussia–Cosworth       | 1:39.717 |          |           | 21   |
| 23                  | 22 | Pedro de la Rosa   | HRT–Cosworth            | 1:40.411 |          |           | 22   |
| 24                  | 23 | Narain Karthikeyan | HRT–Cosworth            | 1:41.000 |          |           | 23   |
| 107% tijd: 1:42.931 |    |                    |                         |          |          |           |      |

## Race
| Pos | No | Coureur            | Constructeur            | Rondes | Tijd/Oorzaak uitval | Grid | Punten |
| --- | -- | ------------------ | ----------------------- | ------ | ------------------- | ---- | ------ |
| 1   | 8  | Nico Rosberg       | Mercedes                | 56     | 1:36:26.929         | 1    | 25     |
| 2   | 3  | Jenson Button      | McLaren-Mercedes        | 56     | +20.626             | 5    | 18     |
| 3   | 4  | Lewis Hamilton     | McLaren-Mercedes        | 56     | +26.012             | 7    | 15     |
| 4   | 2  | Mark Webber        | Red Bull Racing-Renault | 56     | +27.924             | 6    | 12     |
| 5   | 1  | Sebastian Vettel   | Red Bull Racing-Renault | 56     | +30.483             | 11   | 10     |
| 6   | 10 | Romain Grosjean    | Lotus-Renault           | 56     | +31.491             | 10   | 8      |
| 7   | 19 | Bruno Senna        | Williams-Renault        | 56     | +34.597             | 14   | 6      |
| 8   | 18 | Pastor Maldonado   | Williams-Renault        | 56     | +35.643             | 13   | 4      |
| 9   | 5  | Fernando Alonso    | Ferrari                 | 56     | +37.256             | 9    | 2      |
| 10  | 14 | Kamui Kobayashi    | Sauber-Ferrari          | 56     | +38.720             | 3    | 1      |
| 11  | 15 | Sergio Pérez       | Sauber-Ferrari          | 56     | +41.066             | 8    |        |
| 12  | 11 | Paul di Resta      | Force India-Mercedes    | 56     | +42.273             | 15   |        |
| 13  | 6  | Felipe Massa       | Ferrari                 | 56     | +42.779             | 12   |        |
| 14  | 9  | Kimi Räikkönen     | Lotus-Renault           | 56     | +50.573             | 4    |        |
| 15  | 12 | Nico Hülkenberg    | Force India-Mercedes    | 56     | +51.213             | 16   |        |
| 16  | 17 | Jean-Éric Vergne   | STR-Ferrari             | 56     | +51.756             | Pit  |        |
| 17  | 16 | Daniel Ricciardo   | STR-Ferrari             | 56     | +1:03.156           | 17   |        |
| 18  | 21 | Vitali Petrov      | Caterham-Renault        | 55     | +1 ronde            | 19   |        |
| 19  | 24 | Timo Glock         | Marussia-Cosworth       | 55     | +1 ronde            | 20   |        |
| 20  | 25 | Charles Pic        | Marussia-Cosworth       | 55     | +1 ronde            | 21   |        |
| 21  | 22 | Pedro de la Rosa   | HRT-Cosworth            | 55     | +1 ronde            | 22   |        |
| 22  | 23 | Narain Karthikeyan | HRT-Cosworth            | 54     | +2 ronden           | 23   |        |
| 23  | 20 | Heikki Kovalainen  | Caterham-Renault        | 53     | +3 ronden           | 18   |        |
| DNF | 7  | Michael Schumacher | Mercedes                | 12     | Wiel                | 2    |        |

## Standen na de Grand Prix
- Er wordt enkel de top 5 weergegeven.

### Coureurs
| Positie | Nummer | Rijder           | Team                    | Punten |
| ------- | ------ | ---------------- | ----------------------- | ------ |
| 1       | 4      | Lewis Hamilton   | McLaren-Mercedes        | 45     |
| 2       | 3      | Jenson Button    | McLaren-Mercedes        | 43     |
| 3       | 5      | Fernando Alonso  | Ferrari                 | 37     |
| 4       | 2      | Mark Webber      | Red Bull Racing-Renault | 36     |
| 5       | 1      | Sebastian Vettel | Red Bull Racing-Renault | 28     |

### Constructeurs
| Positie | Nummers | Team                    | Rijders                         | Punten |
| ------- | ------- | ----------------------- | ------------------------------- | ------ |
| 1       | 3 4     | McLaren-Mercedes        | Jenson Button Lewis Hamilton    | 88     |
| 2       | 1 2     | Red Bull Racing-Renault | Sebastian Vettel Mark Webber    | 64     |
| 3       | 5 6     | Ferrari                 | Fernando Alonso Felipe Massa    | 37     |
| 4       | 14 15   | Sauber-Ferrari          | Kamui Kobayashi Sergio Pérez    | 31     |
| 5       | 7 8     | Mercedes                | Michael Schumacher Nico Rosberg | 26     |

## Noot
- Dit was de eerste pole position en eerste Grand Prix-winst (en daarmee de eerste 'dubbel') voor Nico Rosberg.
- Eerste snelste ronde voor Kamui Kobayashi.

2004 · 2005 · 2006 · 2007 · 2008 · 2009 · 2010 · 2011 · 2012 · 2013 · 2014 · 2015 · 2016 · 2017 · 2018 · 2019 · 2024 · 2025